# Camille Kouchner
Pour les articles homonymes, voir Kouchner.
Camille Kouchner, née le 18 juin 1975 à Paris, est une avocate, universitaire française, maître de conférences en droit privé et écrivaine. Elle se fait connaître du grand public, à la sortie de son livre La Familia grande qui obtient un retentissement très important en France et libère la parole sur le tabou de l'inceste avant de publier, quatre ans plus tard, son premier roman, Immortels.

## Biographie

### Famille
Camille Kouchner naît le 18 juin 1975, fille du médecin et homme politique Bernard Kouchner et de l’écrivaine et politologue Évelyne Pisier. Elle est la nièce du mathématicien Gilles Pisier et de l’actrice et romancière Marie-France Pisier. À la suite du divorce de ses parents en 1984, elle est partiellement élevée par le second mari de sa mère, le politologue Olivier Duhamel. Elle a deux frères dont un jumeau, ainsi qu'une demi-sœur et un demi-frère adoptés par sa mère et Olivier Duhamel.
Elle a deux enfants, et un beau-fils, avec le scénariste et réalisateur Thomas Bidegain avec qui elle a vécu « presque vingt ans ».
En 2021, Louis Dreyfus était son compagnon.

### Études
Camille Kouchner fait ses études secondaires au lycée Henri-IV, puis au lycée Fénelon à Paris.
Elle poursuit des études supérieures à l'université Panthéon-Assas, puis à l'université Paris-Nanterre où elle obtient un DEA de droit syndical et social en 1998, un DEA de théorie et philosophie du droit l'année suivante[réf. souhaitée], et, en 2004, où elle soutient sa thèse de doctorat de droit privé, De l’opposabilité en droit privé sous la direction d’Antoine Lyon-Caen, avec les félicitations du jury et la mention « très honorable ».

### Carrière

#### Universitaire
Maître de conférences en droit privé, Camille Kouchner est spécialisée en droit social.
En 2005, elle est nommée[réf. souhaitée] à la faculté de droit d’Amiens où elle est membre du Centre de droit privé et de sciences criminelles (CEPRISCA).
Depuis 2009, elle enseigne le droit social, droit des contrats et le droit de la santé à la faculté de droit de l’université de Paris (anciennement université Paris V – Paris Descartes).

#### Avocate et affaire du Gardasil
Parallèlement à ses fonctions d’enseignante, Camille Kouchner devient avocate au barreau de Paris en avril 2011. Elle crée le cabinet Atticus Avocats en octobre 2013 et y participe en tant qu’associée.
Elle se fait omettre du barreau en 2017[réf. souhaitée].
Avec ses consœurs Capucine de Rohan-Chabot et Rachel Lindon, Camille Kouchner représente de jeunes patientes victimes de maladies survenues à la suite de la vaccination contre le papillomavirus avec le vaccin Gardasil des laboratoires Sanofi Pasteur.
Elles déposent plainte contre X, fin 2013, pour atteinte involontaire à l'intégrité physique et tromperie aggravée, estimant qu'il s'agit d'effets secondaires du vaccin. Leurs clientes sont atteintes de diverses maladies rares : maladie de Verneuil, lupus, syndrome de Guillain-Barré, myasthénie, hypersomnie idiopathique, dont les symptômes sont apparus dans les quinze jours à trois mois après la vaccination.
Une cinquantaine de femmes se joignent à la procédure.
Ces plaintes sont classées sans suite en 2015 et une autre enquête sur le Gardasil se termine finalement par un non-lieu, en 2019.

#### Écrivaine
À côté de ses activités en tant qu'universitaire, Camille Kouchner a publié un premier récit, le 7 janvier 2021, La Familia grande qui a contribué à créer un véritable #MetooInceste.
Quatre années plus tard, elle publie Immortels salué par la critique comme un "puissant roman d’éducation en stéréo (sur la cassette: Renaud, puis punk et hip-hop), [dans lequel elle] dissèque avec une éloquence à la fois percutante et suggestive la violence de la norme binaire".

## Vie publique

### Opinion politique
Lors de l’élection présidentielle de mai 2012, elle rejoint le groupe de 362 intellectuels, « citoyens, étudiants, acteurs de l'éducation, des universités, de la recherche, de la médecine, des arts et de la culture » qui appellent à voter en faveur de François Hollande « pour les savoirs et la culture ».
À l'occasion de la primaire citoyenne de 2017 visant à désigner un candidat pour l’élection présidentielle de la même année, elle apporte son soutien à Benoît Hamon.

### Accusation d’inceste et de viol sur «mineur de 15 ans» à l’encontre de son beau-père
En 2015, elle a un déclic en voyant Mon roi, de Maiwenn. La réalisatrice avait auparavant confié le rôle de sa mère à la tante de Camille Kouchner Marie-France Pisier dans Pardonnez-moi, ce film racontant la relation incestueuse entre la réalisatrice et son beau-père.
Début janvier 2021 dans son livre La Familia grande, Camille Kouchner, accuse  d'inceste, de viol et d'agressions sexuelles « répétées pendant des années »,,,,,,, son beau-père Olivier Duhamel, second mari de sa mère Évelyne Pisier : elle y raconte qu'à partir des années 1988 et 1989, son beau-père abusait régulièrement de son frère jumeau (rebaptisé Victor dans le livre) durant leur adolescence,,.
Pour obtenir le silence des jumeaux, alors âgés de 13-14 ans, Olivier Duhamel invoquait selon ce livre le risque de blesser leur mère Évelyne Pisier, alors en dépression (celle-ci étant couplée à un début d'addiction à l’alcool) à la suite de la mort de ses deux parents par suicide en 1986 puis en 1988.
Dès connaissance du contenu du livre à publier le 7 janvier 2021, Rémy Heitz, procureur de la République de Paris informe que le parquet de Paris ouvre le 5 janvier une enquête des chefs d'accusation pour « viols et agressions sexuelles par personne ayant autorité ». Le Monde révèle le même jour qu'après le décès inexpliqué de l'actrice Marie-France Pisier, sœur d’Évelyne Pisier et tante de Camille Kouchner, en avril 2011, une de ses amies avait « témoigné auprès des enquêteurs que les raisons de la brouille de la défunte avec sa sœur sont à chercher du côté du beau-frère Olivier Duhamel », et que ses neveux avaient été convoqués par la brigade de protection des mineurs.
Dans la foulée des accusations du livre, et sans les démentir, Olivier Duhamel démissionne de ses fonctions à la Fondation nationale des sciences politiques. Europe 1 et LCI annoncent de leur côté qu'il quitte ses fonctions d'animateur et de chroniqueur sur leurs antennes respectives. Olivier Duhamel explique « Je n'ai rien à dire sur ce qui, de toute façon, sera, je ne sais pas, n'importe quoi, déformé ou quoi ».
Près de quatre ans après la mort de sa mère Évelyne Pisier en février 2017, Camille Kouchner rend publiques ces agressions, avec le soutien de ses deux frères,. Le livre de Vanessa Springora, évoquant les abus sexuels de Gabriel Matzneff, lui a  « fait un bien fou», lors de sa parution en janvier 2020,,,.
La fille d'Évelyne Pisier veut ainsi « donner de la visibilité aux incestes qu'on cache ». Après seulement une semaine, le tirage de La Familia grande atteint 225 000 exemplaires ; la presse rappelle le succès des livres analogues de Claude Ponti en 1995, de Christine Angot en 1999 ou de Catherine Allégret, en 2004.
En réaction à ces révélations, le 13 janvier 2021 Laurence Parisot, membre du conseil d'administration de l'Institut d'études politiques de Paris, estime qu'une enquête interne à l’institut universitaire est indispensable car, selon elle, le directeur Frédéric Mion aurait dû aller plus loin après avoir été mis au courant des faits commis par Olivier Duhamel. Celui-ci annonce sa démission le 9 février 2021.
Le même 13 janvier en soirée, Camille Kouchner est longuement interviewée en direct dans l'émission télévisée La Grande Librairie par le journaliste et critique littéraire François Busnel. Dès le lendemain, elle est entendue par des enquêteurs de la police. Huit jours plus tard, son frère « Victor » est entendu par la brigade de protection des mineurs, soit dix ans après avoir été entendu pour la première fois.

## Publications
- Avec Anne Laude et Didier Tabuteau, Rapport sur les droits des malades 2007-2008 – Observatoire des droits et responsabilités des personnes en santé, Rennes, Presses de l’École des hautes études en santé publique, 2009, 194 p. (ISBN 978-2-85952-987-1, présentation en ligne).
- Avec Aurélia Delhaye, Les Droits des malades, Dalloz, 7 mars 2012, 320 p. (ISBN 978-2-247-13921-7, présentation en ligne).
- La Familia grande (roman), Paris, Seuil, 7 janvier 2021, 208 p. (ISBN 978-2-02-147266-0).
- Immortels (roman), Paris, Seuil, 4 avril 2025, 224 p. (ISBN 2021578437)